# Данбар (Небраска)
Данбар (енгл. Dunbar) град је у америчкој савезној држави Небраска.

## Демографија
По попису из 2010. године број становника је 187, што је 50 (-21,1%) становника мање него 2000. године.
| Група             | 2000.       | 2010.       |
| Белци             | 229 (96,6%) | 183 (97,9%) |
| Афроамериканци    | 0 (0,0%)    | 0 (0,0%)    |
| Азијати           | 0 (0,0%)    | 1 (0,5%)    |
| Хиспаноамериканци | 1 (0,4%)    | 3 (1,6%)    |
| Укупно            | 237         | 187         |